# Юнупингу, Джеффри Гуррумул
Джеффри Гуррумул Юнупингу (англ. Geoffrey Gurrumul Yunupingu; 22 января 1971, Элко — 25 июля 2017[…], Тиви) — австралийский аборигенный незрячий музыкант, певец и автор песен.

## Биография
Родился слепым на острове Элко в северной части страны. Принадлежал к народу йолнгу, говорил и почти всегда исполнял песни только на родном языке. По-английски знал всего несколько слов, никогда не изучал шрифт Брайля и не имел даже школьного образования. Играл на барабане, пианино, гитаре и австралийском народном аборигенном инструменте диджериду, а также исполнял песни собственного сочинения. Тематически все его песни связаны с историей его родной местности. Иногда он исполнял (несмотря на незнание языка) сделанные другими людьми и заученные им переводы его песен на английский язык. Записал четыре альбома, из них два студийных: Gurrumul (2008) и Rrakala (2011). Ранее (с 1992 года) работал с группой Yothu Yindi, сотрудничал с Saltwater Band. Его первый сольный альбом Gurrumul занял третью строчку в австралийских чартах и стал платиновым в Австралии, будучи проданным в количестве более чем 70 000 копий.
Гуррумул привлёк своим творчеством, в том числе необычностью тембра голоса и тематики песен, внимание многих австралийских музыкальных изданий. В ноябре 2009 года и в 2011 году он получал премии Jägermeister Australian Independent Record (AIR) Awards как «лучший независимый исполнитель». В 2013 году исполнял аборигенные песни дуэтом с Дельтой Гудрем.